# 辛店镇 (新郑市)
辛店镇，是中华人民共和国河南省郑州市新郑市下辖的一个乡镇级行政单位，位于新郑市西部，总面积86平方千米，镇区面积8平方千米，总人口7.6万余人。

## 行政区划
辛店镇下辖以下地区：
辛店村、刘湾村、前小庄村、后小庄村、花雨庄村、齐河村、许岗村、赵老庄村、军李村、刘岗村、草场沟村、赵家寨村、鲁楼村、袁集村、南李庄村、人和村、东土桥村、西李庄村、周湾村、西土桥村、铁炉村、界牌村、欧阳寺村、贾嘴村、贾岗村、北靳楼村、岳庄村、靳沟村、后高庄村、仰望坡村、湛张村、黄岗村、裴商庙村、史庄村、马沟村和王庄村。

## 经济
辛店镇是新郑市工业重镇，2017年完成地区生产总值98.6亿元，主要工业增加值40.4亿元，固定资产投资完成22.1亿元，财政一般预算收入30400万元，社会消费品零售额16.4亿元。工业种类以煤炭、装配式建筑和新能源科技为主。

## 交通
郑栾高速、 343国道、 227省道从境内穿过。